# Laroin
Laroin é uma comuna francesa na região administrativa da Nova Aquitânia, no departamento dos Pirenéus Atlânticos. Estende-se por uma área de 7,06 km². Em 2010 a comuna tinha 1 110 habitantes (densidade: 157,2 hab./km²).